# Thomsonit

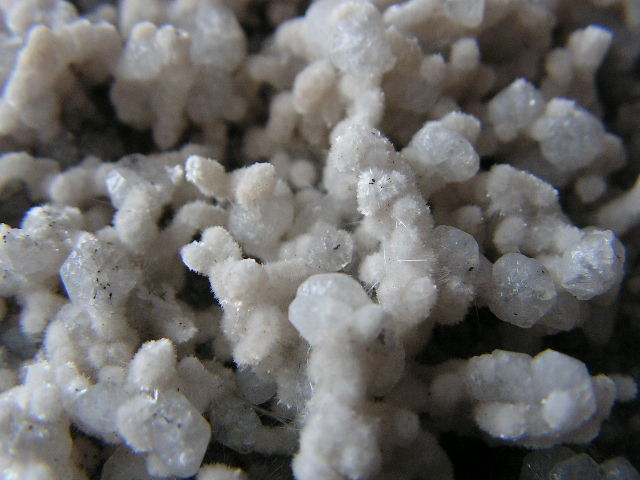
Thomsonit

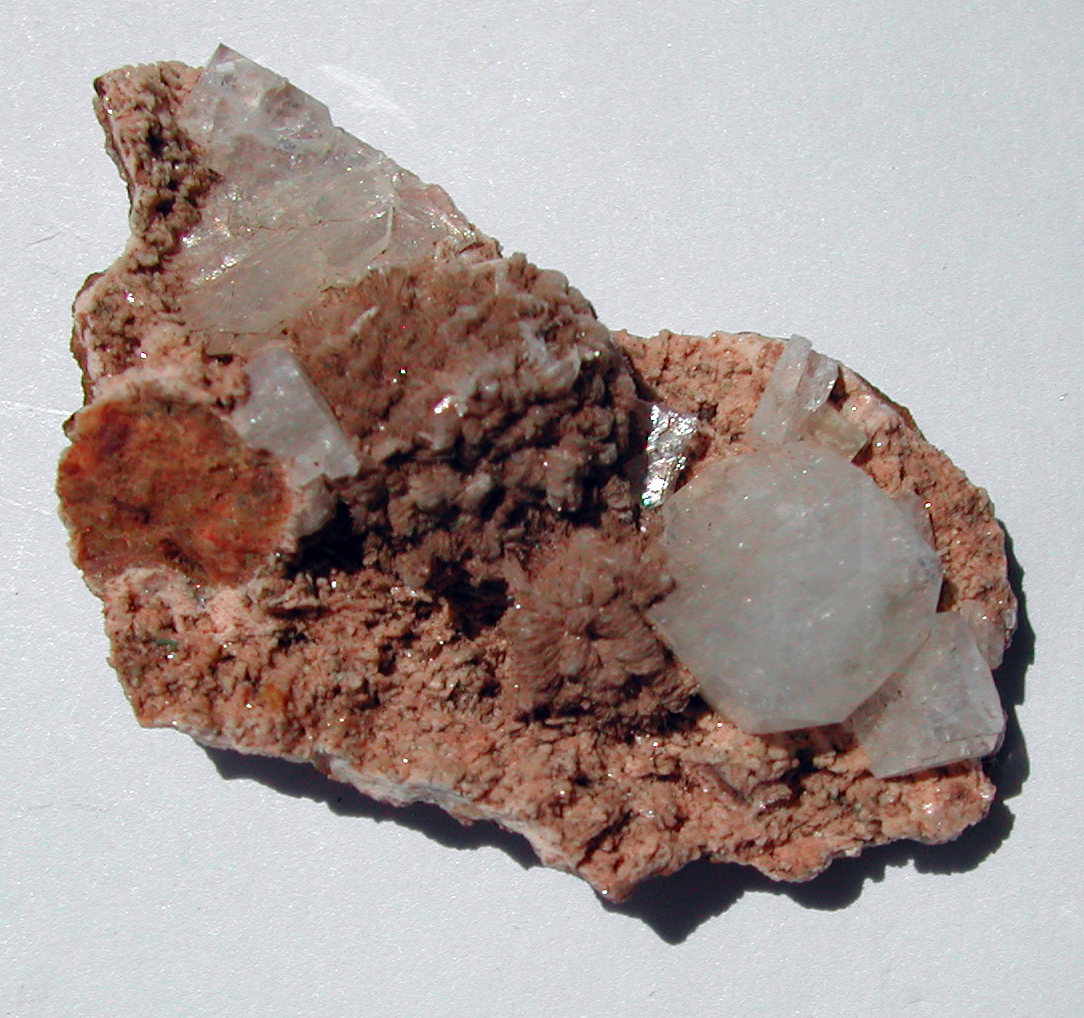
Thomsonit

Thomsonit – minerał z gromady krzemianów, zaliczany do grupy zeolitów. Jest minerałem rzadkim.
Nazwa pochodzi od nazwiska szkockiego chemika i geologa T. Thomsona.

## Właściwości[5]
- Wzór chemiczny: NaCa
2Al
5Si
5O
20·6H
2O – uwodniony glinokrzemian sodu i wapnia
- Układ krystalograficzny: rombowy
- Twardość w skali Mohsa: 5–5,5
- Gęstość: 2,23–2,39 g/cm³
- Rysa: biała
- Barwa: biała, szara, bezbarwna, żółtawa, czerwonawa, zielonawa
- Przełam: nierówny
- Połysk: szklisty do nieco perlistego
- Łupliwość: doskonała, dwukierunkowa

Tworzy kryształy o pokroju tabliczkowym, słupkowym, listewkowym, włóknistym, blaszkowym, igiełkowym, włoskowym. Na ścianach kryształów można zauważyć charakterystyczne zbrużdżenia; niekiedy tworzy zbliźniaczenia krzyżowe. Występuje w skupieniach zbitych, ziarnistych, promienistych, groniastych, kulistych, nerkowatych, gwiaździstych, sferolitycznych. Jest kruchy, przezroczysty do przeświecającego, bardzo często tworzy koncentryczne konkrecje. Rozpuszczalny w kwasie solnym. 

## Występowanie
Produkt działalności hydrotermalnej. Występuje w pęcherzach pogazowych i szczelinach skał wulkanicznych: bazaltów, melafirów. Spotykany w druzach skał głębinowych (diabazach i cieszynitach). Bywa spotykany w łupkach metamorficznych. Współwystępuje z kalcytem, prehnitem, natrolitem, zeolitami, stilbitem, analcymem, chabazytem, apofyllitem i phillipsytem. 

## Miejsce występowania
Na świecie USA – Thomsonite Beach i Roy nad Jeziorem Górnym – odm. gibsonit, nad Jeziorem Michigan – odm. lintonit. W Arkansas – odm. ozarkit, Kolorado, Kalifornia, Oregon; Kanada (Nowa Szkocja), Niemcy (Rudawy), Czechy, Włochy – ok. Wezuwiusza; odm. comptonit, Wielka Brytania (Szkocja), Islandia, Indie, Wyspy Owcze, Szwecja, Rosja – Ural.
W Polsce spotykany jest w melafirach okolic Żywca i Kotliny Kłodzkiej. Także w Złotoryi na Dolnym Śląsku.